# Шимберг, Хьордис
Хьордис Шимберг (швед. Hjördis Schymberg, полное имя Hjördis Gunborg Schymberg; 1909—2008) — шведская оперная певица (сопрано).
Была одной из ведущих певиц Шведской королевской оперы, имела звание Придворной певицы с 1943 года.

## Биография
Родилась 24 апреля 1909 года в Густавсберге лена Вестерноррланд; была четвёртой из пяти музыкально одаренных сестер. Её отец работал на местном лесопильном заводе, а мать была швеей. В её семье было несколько музыкантов — дедушка Ларс Йоранссон и дядя Хеннинг Ларссон были скрипачами, а двоюродный брат Йохан Рогестад — пианистом и церковным музыкантом.
Рано проявив талант к пению, а также к игре на гитаре, скрипке и фортепиано, Хьордис считали музыкальным вундеркиндом. В юношестве она снималась в немом кино со своими четырьмя сестрами, а также исполняла классические произведения в различных залах и кафе Норрланда. Также она гастролировала как солистка с детским оркестром Густавсберга. Первым её учителем музыки в начальной школе был Хенрик Самуэльссон.
Когда девушке исполнилось семнадцать лет, она подала заявление в Шведскую королевскую музыкальную академию, но её не приняли. Однако Хьордис заметила знаменитая певица фрайхеррина Брита фон Вегезак (Brita von Vegesack, 1884—1976), которая взялась учить её пению. Затем Шимберг продолжила своё образование в Оперной школе в Стокгольме у Йона Форселля и в последующие годы — у Ренато Беллини и Лины Паглюги в Италии.
Хьордис Шимберг дебютировала на сцене в 1934 году в роли Берты в комической опере Адольфа Адама «Nürnbergerdockan» . В том же году она исполняла роль цветочницы Мими в «Богеме» Пуччини вместе с Юсси Бьёрлингом. Впоследствии она пела с ним более ста раз, включая последнее выступление в Стокгольме в 1960 году. Вскоре Шимберг стала одной из ведущих сопрано Шведской королевской оперы, регулярно выступала в Копенгагене, Осло и Хельсинки. В 1937 году она исполнила заглавную роль в «Принцессе Кипра» Ларса-Эрика Ларссона. Международная карьера певицы прервалась из-за Второй мировой войны.

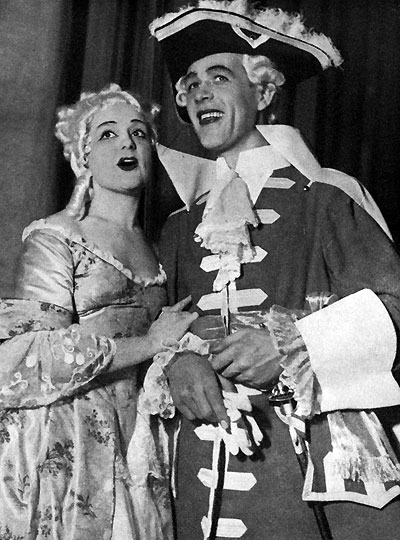
Хьордис Шимберг и Хуго Хассло в опере «Так поступают все женщины»

Её первое выступление за пределами Скандинавии состоялась в 1946 году, когда она выступила в лондонском Альберт-холле с оркестром под управлением Эрнеста Ансерме, исполнив произведения Генделя, Моцарта, Бервальда и Делиба. Американский дебют Хьордис Шимберг состоялся в 1947 году, когда она исполнила роль Сюзанны в опере «Свадьба Фигаро» в Метрополитен-опере в Нью-Йорке. Затем выступала в Гаване (1947), Риччоне (1948) и Гамбурге (1953). Её дебют в лондонском Ковент-Гардене состоялся в 1951 году в роли Виолетты в опере «Травиата». Два года спустя она провела гастроли в Исландии, посетив Рейкьявик.
Всего за свою карьеру Хьордис Шимберг исполнила более 50 ролей. Сотрудничала со многими зарубежными оперными певцами и дирижёрами. Записывалась на различных студиях звукозаписи на пластинках и компакт-дисках, выступала на радио и телевидении. Она продолжала выступать с гастролями до 1968 года, работала учителем пения до 1990-х годов (в числе её учеников — Карин Лангебо) и пела публично до 2001 года.
Умерла 8 сентября 2008 года в Стокгольме.

## Заслуги и наследие
- В 1941 году была удостоена медали Litteris et Artibus. Кавалер ордена Звезды итальянской солидарности (1952). В 1955 году была удостоена премии Олофа Хёгберга[швед.] и была избрана членом Королевской музыкальной академии в 1963 году.
- В 1965 году в доме детства певицы был основан певческий институт. С 2010 года в Швеции присуждается стипендия Хьордис Шимберг.
- 30 июля 2016 года муниципалитетом Сундсвалля Хьордис Шимберг был открыт памятник[8].